# Minnésotaïte
La minnésotaïte est un minéral silicate de fer de formule : (Fe2+,Mg)3Si4O10(OH)2. Il cristallise dans le système triclinique et se trouve sous forme de fines aiguilles et de plaquettes avec d'autres silicates. Il est isostructurel avec les membres du groupe de minéraux pyrophyllite-talc.

## Occurrence
La minnésotaïte a été décrite la première fois en 1944 pour des occurrences dans les formations ferrifères rubanées du nord du Minnesota, état d'après lequel elle est nommée. Les co-localités type sont le Cuyuna North Range dans le comté de Crow Wing et le Mesabi Range dans le comté de Saint Louis,, situées également dans le Minnesota.
On la trouve en association avec le quartz, la sidérite, la stilpnomélane, la greenalite et la magnétite,. En plus des formations ferrifères rubanées métamorphiques à faible teneur, elle a également été rapportée comme minéral d'altération associé à des veines contenant des sulfures.